# Tipula cypriensis
Tipula cypriensis är en tvåvingeart som beskrevs av Vermoolen 1983. Tipula cypriensis ingår i släktet Tipula och familjen storharkrankar.
Artens utbredningsområde är Cypern. Inga underarter finns listade i Catalogue of Life.